# Androctonus
Androctonus es un género de escorpiones de la familia Buthidae descrito por Ehrenberg en 1828.

## Distribución
Se encuentran en África y el cercano oriente hasta la cordillera del Pamir.

## Especies
Los siguientes son los nombres científicos de especies que componen el género Androctonus; a la derecha están los apellidos de sus descubridores y el año en que fueron descubiertas.
- Androctonus amoreuxi Audouin, 1826
- Androctonus australis Linnaeus, 1758
- Androctonus baluchicus Pocock, 1900
- Androctonus bicolor, Ehrenberg, 1828
- Androctonus crassicauda Olivier, 1807
- Androctonus dekeyseri Lourenço, 2005;
- Androctonus finitimus Pocock, 1897
- Androctonus gonneti Vachon, 1948;
- Androctonus hoggarensis Pallary, 1929
- Androctonus kunti Yağmur, 2023
- Androctonus liouvillei Pallary, 1924
- Androctonus maelfaiti Lourenço, 2005
- Androctonus mauritanicus Pocock, 1902
- Androctonus sergenti Vachon, 1948

- Datos: Q593236
- Multimedia: Androctonus / Q593236
- Especies: Androctonus